# 12534 Janhoet
12534 Janhoet (1998 LB3) là một tiểu hành tinh vành đai chính được phát hiện ngày 1 tháng 6 năm 1998 bởi E. W. Elst ở Đài thiên văn Nam Âu.